# Babylon A.D.
Babylon A.D. is een Franse sciencefictionfilm uit 2008 onder regie van Mathieu Kassovitz. Het verhaal is gebaseerd op de roman Babylon Babies van Maurice G. Dantec. Hoofdrollen worden vertolkt door Vin Diesel, Mélanie Thierry, Michelle Yeoh en Lambert Wilson.

## Verhaal
In een troosteloos, toekomstig Servië doet oude bekende Karl uit naam van de Russische maffioos Gorsky een inval bij huursoldaat Toorop, waarna de huurling een verbintenis aangaat met de crimineel. Toorop krijgt de opdracht om de jonge Aurora vanuit het Noëlietenklooster in Mongolië via Rusland en Canada naar de Verenigde Staten te brengen. Gorsky biedt de soldaat een immens arsenaal aan wapens en een onder de nekhuid te injecteren VN-paspoort om de missie te volbrengen. Het klooster blijkt gevestigd in een afgeschermde grot, waar non Rebeka de huurling voorstelt aan de bloedmooie Aurora. Toorop moet aan drie regels voldoen in zijn ogenschijnlijk nutteloze missie: (1) Rebeka wijkt geen moment van Aurora’s zijde, (2) Aurora wordt zo ver mogelijk weggehouden van de boze buitenwereld en (3) grove taal wordt niet uitgeslagen.
De Russische steden zijn verworden tot gevaarlijke, overbevolkte sloppenwijken waar terroristen de dienst uitmaken. Toorop zet alles op alles om Aurora veilig door het verwilderde land te leiden, vluchtend voor een onbekende groep huurlingen die beweren te zijn gezonden door Arthur Darquandier, Aurora’s vermoedelijk dode vader. Bij een explosie nabij een treinstation rent de jonge vrouw weg van haar begeleiders, maar haar poging mislukt en het drietal koopt tickets voor de trein naar Siberië. In Wladiwostok smoort Toorop de goede bedoelingen van professioneel vechter Killa in de kiem en weet hij via zijn oude makker Finn drie bootpassen te bemachtigen voor een onderzeeër naar Canada. Wegens te weinig beschikbare plaatsen moet een grof selectiebeleid uitwijzen dat de huursoldaat en zijn vrouwelijke reisgezellen aan boord van het vaartuig komen.
Finn reist met het trio mee om er zeker van te zijn dat alles in zijn ogen volgens plan verloopt. Aurora bedenkt uit het niets hoe het dertig jaar oude wrak moet worden bestuurd. Zuster Rebeka vertelt Toorop dat Aurora op tweejarige leeftijd reeds negentien talen kon spreken en altijd zaken lijkt te weten die ze nooit heeft geleerd. Drie maanden geleden is Aurora vreemd gedrag gaan vertonen na de komst van Noëlietendokter Newton, die haar een duistere pil heeft toegediend. Met de onderzeeër weet het drietal veilig de kust van Canada te bereiken, waar het kwartet de reis naar New York op twee sneeuwscooters voortzet. Toorop doorziet de ware bedoelingen van Finn en ziet zich genoodzaakt zijn oude maat naar de eeuwige sneeuwvlakten te schieten.
In de wijk Harlem zien de drie lotgenoten een nieuwsuitzending over de vernietiging van het Noëlietenklooster en beseffen dat zich in werkelijkheid meer afspeelt dan ze weten. De Noëlieten blijken een grote factor in de religieuze wereld, maar de hogepriesteres aan het hoofd van de orde is louter uit op macht en wil met uitgevonden wonderen meer aanhangers voor zich winnen. Via een opspoorapparaat in Toorops paspoort ontdekt Gorsky dat de drie personen veilig in de VS zijn aangekomen, waar Aurora na een nieuw bezoek van Newton uit het niets meedeelt dat ze, hoewel maagd, zwanger is van een tweeling.
In een grote shoot-out tussen het drietal en Gorsky’s mannen lukt het Toorop niet om Rebeka van de dood te redden. Aurora schiet haar beschermheer neer met de woorden “I need you to live” en wil de voor hem bedoelde raket opvangen. De jonge vrouw weet de raketexplosie te overleven, terwijl Darquandier het lichaam van Toorop doet herleven met geavanceerde medische technieken. De dokter zegt de huurling dat hij Aurora als foetus heeft ontwikkeld door via een computer intelligentie in haar brein te implanteren en dat de Noëlieten zijn creatie hebben willen gebruiken als een maagd die op onbevlekte wijze zwanger raakt. De orde heeft Gorsky ingehuurd om Darquandier te doden, maar de hogepriesteres moet zelf in actie komen om de zonderlinge kwakzalver het zwijgen op te leggen. Een herstelde Toorop begeeft zich naar huis om Aurora, louter bestaand omwille van de voortplanting, bij te staan tijdens haar bevalling.

## Rolverdeling
- Vin Diesel - Toorop
- Mélanie Thierry - Aurora
- Michelle Yeoh - zuster Rebeka
- Gérard Depardieu - Gorsky
- Charlotte Rampling - hogepriesteres
- Lambert Wilson - Arthur Darquandier
- Mark Strong - Finn
- Jérôme Le Banner - Killa
- Radek Bruna - Karl
- Joel Kirby - Dr. Newton
- Souleymane Dicko - Jamal
- Lou Jenny - tweelingzus
- Kristyna Kingsley - tweelingzus

## Achtergrond

### Productie

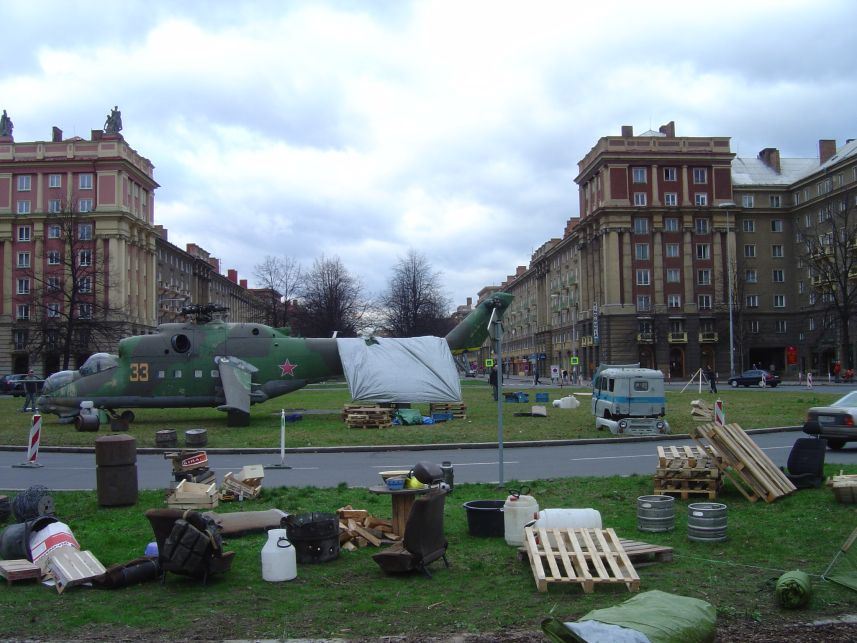
Filmset in Ostrava-Poruba, Tsjechië

Mathieu Kassovitz was vijf jaar bezig om Maurice Georges Dantec's roman Babylon Babies te bewerken voor film. In juni 2005 kreeg het project financiële steun van StudioCanal en Twentieth Century Fox. Het scenario werd geschreven door Kassovitz en Éric Besnard. De productie moest in februari 2006 beginnen met opnamen in Canada en Oost-Europa. De Franse acteur Vincent Cassel zou aanvankelijk de hoofdrol krijgen. In februari 2006 werd Vin Diesel echter voor de hoofdrol gecast, nadat hij de hoofdrol voor Hitman afwees.
De opnamen begonnen in februari 2007 in de Barrandov Studios. In maart 2007 werden opnamen gemaakt in Tsjechië, maar door de weersomstandigheden liepen de opnamen twee weken vertraging op. Er werd onder andere uitgeweken naar IJsland en Zweden als alternatieve locatie vanwege het uitblijven van sneeuwval in Tsjechië. Het Franse bedrijf BUF Compagnie werd benaderd voor de visuele effecten. In april 2007 werd bekend dat Babylon A.D. over het budget heen ging en drie weken achter lag op productieschema. In mei 2007 werden de opnamen afgerond. Volgens Mathieu Kassovitz was geen enkele scène geworden zoals hij het graag wilde, vanwege bemoeienis van 20th Century Fox.

### Muziek
De muziek van Babylon A.D. werd gecomponeerd door Atli Örvarsson. Shavo Odadjian en RZA van Achozen verleenden ook hun medewerking aan de soundtrack.

### Uitgave en ontvangst
De film werd met overmatig negatieve reacties ontvangen door critici. Op Metacritic gaf 26% van de recensenten de film een goede beoordeling. Op Rotten Tomatoes was dat 7%.

## Prijzen en nominaties
In 2009 werd Babylon A.D. genomineerd voor een World Soundtrack Award voor Discovery of the Year (Atli Örvarsson)